# Nirguna Brahman
Nirguna Brahman (devanagari निर्गुण ब्रह्म nirguṇa brahman) segons la filosofia hindú és la suprema realitat sense forma, ni qualitat, ni atribut, ni sense qualitats dolentes (guna), el que impregna l'Univers. En la filosofia índia, nirguṇha brahman designa el Diví transcendent no manifestat: l'Absolut. S'oposa a saguṇha brahman (l'Absolut amb atributs).
Nirguna Brahmanés un terme compost de Nirguṇa (sànscrit) o (hindi) traduït al català com "desproveït de qualitats"," sense qualitat" o "sense les tres qualitats" (les gunas: sattva, 
rajas, tamas)» i Brahman (sànscrit) o (hindi) traduït al català com "Déu absolut" o 
bé «més enllà de tot atribut». També pot significar «viciós, dolent», tot i que aquesta accepció és només pel sànscrit, i, en aquest cas, no designa Nirguna Brahman, és-a-dir «Déu (atemporal)».
En determinades tradicions hindus (sorgides de diferents corrents de pensament al llarg dels segles), les divinitats com Vixnu s'han considerat com nirguna brahman i d'altres com Krixna com pertanyent a la fe sagurna.
A l'Índia avui nirguna significa sempre en el sentit ordinari, brahman nirguna, és a dir, "Déu (sense forma)".

## Nirguṇa brahman segons el Vedānta
Segons el vedanta i més específicament pel l'Advaita Vedanta, nirguṇa brahman correspon a la Conscienciència pura universal que no té atributs o sense quealitats.